# Bartłomiej Bałut
Bartłomiej Władysław Bałut (ur. 1976) – polski malarz, grafik, nauczyciel akademicki Akademii Sztuk Pięknych im. Jana Matejki w Krakowie.

## Życiorys
Absolwent Wydziału Malarstwa Akademii Sztuk Pięknych im. Jana Matejki w Krakowie oraz Royal Academy of Fine Arts, Antwerpia, Belgia (2000). W 2001 uzyskał dyplom z wyróżnieniem w pracowni prof. Stanisława Rodzińskiego oraz aneks w pracowni Liternictwa prof. Bolesława Oleszki. W 2012 uzyskał stopień doktora na Wydziale Malarstwa macierzystej uczelni.
Adiunkt na Wydziale Malarstwa Akademii Sztuk Pięknych w Krakowie, prowadzi pracownię liternictwa i typografii. Od 2013 pełni funkcję starszego wykładowcy na Wydziale Sztuki Państwowej Wyższej Szkoły Zawodowej w Tarnowie, gdzie prowadzi Pracownię Grafiki Reklamowej. W latach 2015–2020 pełnił funkcję dziekana wydziału. Poza pracą artystyczną i dydaktyczną bierze stały udział w szeregu projektów i inicjatyw edukacyjnych i artystycznych na obu uczelniach.
Jest współinicjatorem oraz członkiem rady programowej ogólnopolskich Konfrontacji Plakatu Studenckiego organizowanych przez Wydział Sztuki PWSZ w Tarnowie, a także członkiem Rady Kultury Miasta Tarnowa oraz Rady Muzeum Okręgowego w Tarnowie.

## Wystawy
- 2020 — Kafka 2024, Slova a Tváře – wystawa zbiorowa, Galeria 9, Praga[3]
- 2020 — Bartek Bałut – NO GRAVITY – indywidualna wystawa malarstwa, Galeria Curators Lab, UAP w Poznaniu[4]
- 2020 — Realizacja cyklu plakatowego Cycling Giants – planowana stała ekspozycja od stycznia 2022 r. w Salonie Trek – Polska w Częstochowie
- 2019 — Realizacja cyklu plakatów Dusze Ziemi Tarnowskiej – wystawa indywidualna w galerii Bema 20 w Tarnowie oraz galerii bistro Sofa w Tarnowie[5][6]
- 2019 — Bez Limitu – udział w międzynarodowej wystawie, Dom Umeni Opawa
- 2019 — Krajobraz z Polską w tle – udział w wystawie zbiorowej, Galeria ASP Bronowice[7]
- 2018 — Nowohuckie Centrum Kultury – udział w wystawie Młoda Akademia, z okazji 200-lecia ASP w Krakowie[8]
- 2017 — Udział w projekcie Kafka – Przełamywanie Granic, wystawa zbiorowa w Galerii Sztuki Współczesnej Elektrownia w Czeladzi
- 2017 — Stanisław Rodziński i Bartłomiej Bałut – Mistrz i Uczeń, Galeria Hortar, Tarnów[9]
- 2015 — Centrum Sztuki Współczesnej Solvay w Krakowie – indywidualna wystawa malarstwa
- 2015 — BWA w Tarnowie – indywidualna wystawa malarstwa
- 2014 — Red Gallery Cafe w Centrum Sztuki Mościce[10]
- 2013 — Muzeum Okręgowe w Tarnowie – indywidualna wystawa malarstwa
- 2009 — Galeria za Szybą, Wrocław – indywidualna wystawa malarstwa[11]
- 2008 — BWA Galeria Miejska w Tarnowie – wystawa malarstwa z Januszem Janczy[12]
- 2008 — Pienkow Art Gallery Knoxville, Tennessee USA – indywidualna wystawa malarstwa
- 2005 — Wyróżnienie w 3 edycji Ogólnopolskiego Konkursu Galerii Plakatu AMS za plakat Bądź mądry – czytaj prasę
- 2005 — Nagroda specjalna w 4 edycji Ogólnopolskiego Konkursu Galerii Plakatu AMS za plakat Jestem cool mimo kul
- 2004 — Galeria Politechniki Krakowskiej Gil – indywidualna wystawa malarstwa[13]
- 2001 — Galeria Krypta u Pijarów; wystawa młodych twórców krakowskich: „Na obraz i podobieństwo, Inspiracje Biblijne"
- 2001 — Pałac Sztuki Kraków; „Sześć ciał" - wystawa malarstwa nieformalnej grupy młodych malarzy, absolwentów ASP w Krakowie
- 2001 — Galeria Młodych Gazety Antykwarycznej, Kraków; wystawa malarstwa inaugurująca działalność galerii
- 2000 — Galeria PWST w Krakowie – indywidualna wystawa malarstwa